# The Conqueror
The Conqueror is een Amerikaanse film uit 1956 van Dick Powell met in de hoofdrollen John Wayne en Susan Hayward.
Het scenario is losjes gebaseerd op de roman A Caravan to Camul van John Clou uit 1954. Op de begin- en  eindtitels is echter geen referentie naar deze roman te vinden. Hoewel de film gaat over een historisch figuur en wel Dzjengis Khan is het geen biografische of historische film, maar meer een fantasieverhaal gebaseerd op een historisch personage. De wapens, kostuums, zelfs de decors en locaties hebben bijna niets te maken met Mongolië en zijn stammen in de twaalfde eeuw.
The Conqueror was een flop in de bioscopen en veroorzaakte bijna het faillissement van RKO Radio Pictures. Ook de kritiek was vernietigend en de film wordt gezien als een van de slechtste films aller tijden. Producent Howard Hughes zou na deze flop nooit meer een film produceren. In de loop der jaren overleden verschillende acteurs en filmploegleden aan kanker. Dit gaf voeding aan verhalen dat de kanker een gevolg was van de verontreiniging van de set met radioactief materiaal van een nucleair testcentrum uit de buurt.

## Verhaal
Mongolië is in de twaalfde eeuw het strijdtoneel van stammenoorlogen. De leider van de Mongolen, Termujin, onderschept een karavaan van de Merkit, een andere stam uit Mongolië. Hij ondervraagt Targutai, de leider van Merkit, en een levenslange vijand. Targutai is in gezelschap van zijn aanstaande bruid, de mooie Bortai, de dochter van Kumlek, de leider van de Tataren. Maar Termujin lijkt niet in het meisje geïnteresseerd en hij behandelt haar met lompheid. Later bekent de leider van de Mongolen aan zijn bloedbroeder Jamuga dat hij Bortai wel degelijk begeert en haar koste wat kost wil bezitten. De geschrokken Jamurga voorziet een bloedige oorlog en probeert zijn vriend tegen te houden. Maar Termujin is niet te houden en hij leidt persoonlijk de aanval op het kamp van de Merkit. Als Targutai probeert te vluchten wordt hij gevangengenomen door de Mongolen en voor de ogen van Bortai vernederd. Vervolgens wordt hij weggejaagd. De moeder van Termujin is weinig ingenomen met de komst van Bortai. Ze verwijt haar zoon dat hij de dochter van zijn vaders moordenaar binnen heeft gehaald. Maar Termujin haalt zijn schouders op. Het blijkt echter al snel dat Bortai geen katje is om zonder handschoenen aan te pakken. Als Termujin haar dwingt te dansen weigert ze en beledigt hem. Die nacht sluipt Bortai naar de tent van Jamuga en vraagt hem haar te helpen ontsnappen. De trouwe Jamuga weigert, maar voor hij haar weg kan sturen wordt het kamp overvallen door Targutai en zijn mannen. In het volgende gevecht doodt Termujin zijn aartsvijand Targutai. Om te voorkomen dat de vader van Bortai wraak komt nemen vanwege de moord op zijn aanstaande schoonzoon en de ontvoering van zijn dochter, bedenkt Termujin een plan. Hij wil zijn bondgenoot Wang Khan, leider van de Karkaitstam, wijsmaken dat de Tataren van plan zijn om Urga, de hoofdstad van de Karkait aan te vallen. Terwijl hij naar Urga reist, heeft Termujin nog het nodige te stellen met Bortai die voortdurend bezig is hem te vermoorden. Eenmaal bij Wang Khan bespreekt Termujin hoe ze Kumlek en zijn Tataren het hoofd kunnen bieden. De sjamaan van Wang Khan is enthousiast over het plan en adviseert Wang Khan om erop in te gaan. Later bezoekt de sjamaan Termujin en uit zijn bezorgdheid over de zwakheid van Khan. Op de terugweg naar het kamp raakt Termujin gewond bij een overval door de Tataren. Hij vlucht naar een grot, terwijl de Tataren terugtrekken met Bortai in hun midden. De gewonde Termujin wordt geholpen door Jamuga, die in opdracht van zijn leider later probeert te infiltreren in het Tartaarse kamp. Hij doet zich voor als een afvallige van Termujin. De Tartarenleider Kumlek gelooft hem, maar Bortai niet. Ze volgt Jamuga naar de grot van Termujin en laat de laatste oppakken door de Tataren. Hij wordt door Kumlek veroordeeld tot een langzame en pijnlijke dood. Maar als de nacht valt wordt Termujin bevrijd door Bortai die hem omhelst en bekent hem lief te hebben. Als Termujin het Mongolenkamp bereikt blijkt dat Jamuga zichzelf tot leider heeft uitgeroepen. Op het moment dat Jamuga zijn vroegere leider ziet, zweert hij weer trouw aan hem. Om zijn trouw te bewijzen gaat Jamuga naar Wang Khan om een ontmoetingsmoment af te spreken voor de legers om zich te verzamelen tegen Kumlek. De sjamaan van Khan wantrouwt hem echter en Jamuga wordt gevangengenomen. Hij ontsnapt en wordt vervolgens opgepakt door de Tataren. Intussen spant de sjamaan samen met Termujin. Als de troepen van de laatste voor Urga staan doodt de sjamaan alvast Wang Khan. Termujin toont zich weinig dankbaar en doodt op zijn beurt de sjamaan. De gecombineerde legers van Wang Khan en Termujin rukken nu op naar de Tataren. In hun kamp wordt Jamuga gemarteld door Kumlek die wil weten of Termujin nog leeft. Het is Bortai die Jamuga redt, net op het moment dat het gecombineerde leger van Termujin aanvalt. De Tataren worden verslagen en Kumlek gedood. De triomferende Turmujin wordt uitgeroepen tot Dzjengis Khan , de 'opperheerser'.

## Rolverdeling
| Acteur           | Personage              |
| ---------------- | ---------------------- |
| John Wayne       | Termujin/Dzjengis Khan |
| Susan Hayward    | Bortai                 |
| Pedro Armendáriz | Jamuga                 |
| Agnes Moorehead  | Hunlun                 |
| Thomas Gomez     | Wang Khan              |
| John Hoyt        | Shaman                 |
| William Conrad   | Kasar                  |
| Ted de Corsia    | Kumlek                 |
| Leslie Bradley   | Targutai               |
| Lee Van Cleef    | Chepei                 |

## Achtergrond

### Acteurs
Volgens regisseur Dick Powell was het scenario voor de film aanvankelijk geschreven met Marlon Brando in gedachten voor de hoofdrol. Powell vond het scenario echter afschuwelijk en legde het klaar om weg te gooien. Het scenario lag nog in zijn kantoor op het moment dat John Wayne langskwam. Wayne moest nog een film maken voor RKO Radio Pictures als onderdeel van een contract voor drie films en Powell zou hem regisseren. Beide mannen bespraken verschillende opties en Powell liet Wayne een aantal scenario's zien. Hij werd even weggeroepen en toen hij terugkwam zat Wayne het scenario van The Conqueror te lezen. John Wayne was zo enthousiast over het scenario dat hij erg zijn best deed om de film in productie te krijgen. Hij ging zelfs speciaal op dieet en viel kilo's af. Om zijn gewicht vast te houden slikte hij 4 dexedrinetabletten per dag, (in de jaren vijftig werd dexedrine (een merknaam van dextro-amfetamine onder andere gebruikt om vetzucht tegen te gaan omdat het hongergevoelens onderdrukt). Later werd de keuze voor Wayne als Dzjengis Khan gezien als een grote vergissing en ook de acteur zelf zag het als een dieptepunt in zijn carrière. Als er later over de film werd gesproken in de nabijheid van Wayne, wendde hij zijn hoofd af en liep weg. Susan Hayward werd door Howard Hughes persoonlijk gekozen voor de rol van Bortai en speciaal voor deze film door 20th Century Fox uitgeleend aan RKO.

### Productie
The Conqueror zou de eerste film van RKO in CinemaScope worden. Het duurde even voordat het besluit werd genomen om CinemaScope te gebruiken, waardoor de productiedatum steeds naar voren werd geschoven. Halverwege mei 1954 begonnen de opnamen die tot 5 augustus 1954 zouden duren. Er werd gefilmd in Utah in de Escalante woestijn bij St. George, Hurricane en Snow Canyon en verder in Warner Canyon in Californië. De opnamen in de studio werd gemaakt in de RKO Studios in Gowerstreet, Hollywood. Als gevolg van het filmen met CinemaScope liep het budget op tot zes miljoen dollar. De studio huurde driehonderd inwoners van het Shivwit indianenreservaat in als figuranten. Tijdens de opnamen kreeg acteur Pedro Armendáriz een ernstig ongeluk nadat hij werd afgeworpen door zijn paard tijdens de opnamen. Hij moest acht dagen in het ziekenhuis blijven. John Wayne, die meer gewend was met revolvers rond te lopen op de filmset, kreeg speciaal voor de film schermlessen van scherminstructeur Fred Cavens.

### De radioactieve set
De film werd grotendeels opgenomen in Utah, waar het gebied rondom St. George door moest gaan voor Mongolië. De set lag circa 220 kilometer verwijderd van het Nevada Test Centre. Hier werden in 1953 intensieve bovengrondse proeven uitgevoerd met nucleaire wapens. Hoewel de studio op de hoogte was van de proeven, was niemand bang voor mogelijke radioactieve neerslag. Volgens de overheid was er geen gevaar voor de volksgezondheid en er was geen reden om aan te nemen dat de buitenset van The Conqueror gevaar opleverde. Er werden dan ook geen voorzorgsmaatregelen genomen en de acteurs bleven er laconiek onder. Zo bestaat er een foto van John Wayne die op de set een geigerteller hanteert. De filmploeg en de acteurs brachten een aantal weken door in het gebied in Utah en later werd ongeveer 60 ton van de grond afgegraven en naar de studio in Hollywood gebracht om dezelfde ondergrond na te bootsen. Later stierf een aantal leden van de filmploeg aan kanker. Regisseur Dick Powell overleed in januari 1963 en acteur Pedro Armendáriz bij wie in 1960 nierkanker was geconstateerd, pleegde in hetzelfde jaar zelfmoord. Deze sterfgevallen gaven vuur aan de geruchten dat de met radioactiviteit besmette set op grote schaal kanker had veroorzaakt onder de filmploeg. Tussen 1960 en 1981 kregen 91 van de 220 leden tellende filmploeg kanker. Uiteindelijk overleden er 46 aan de gevolgen van deze ziekte, waaronder John Wayne, Susanne Hayward en Agnes Moorehead. In deze cijfers zijn noch de talloze indianen opgenomen die werkzaam waren als figurant op de set, noch de familieleden van diverse acteurs die de set bezochten en later kanker kregen. Het Amerikaanse tijdschrift People Magazine publiceerde in november 1990 een artikel over het hoge aantal kankergevallen onder de filmploeg. Er bestaat echter nog altijd scepsis of alle kankergevallen een gevolg zijn van radioactieve straling op de set. John Wayne bijvoorbeeld was een zware roker en overleed aan de gevolgen van longkanker. Ook Agnes Moorehead stond bekend als een nicotineverslaafde. Aan de andere kant zijn 91 gevallen van kanker op een totaal van 220 personen wel erg veel om toevallig te zijn. Een aantal leden van filmploeg heeft om die reden ook overwogen de regering aan te klagen voor nalatigheid. Ze vermoedden dat de overheid meer wist over radioactieve straling op de set dan men had toegegeven. Howard Hughes voelde zich schuldig over zijn besluiten om de film op te nemen in een gebied dat vrijwel zeker was besmet met radioactieve neerslag. Hij gaf ongeveer 12 miljoen dollar uit om elke bestaande kopie op te kopen en tot 1974 mocht de film nergens meer worden vertoond. Pas in dat jaar gaf Hughes toestemming om de film op televisie te vertonen. Zelf bekeek hij de film (samen met Ice Station Zebra regelmatig in zijn laatste levensjaren.

### Historie en fictie
Dzjengis Khan (1162-1227) werd geboren als Termüjin en was de leider van een kleine groep Mongolen. Hij versloeg een aantal rivaliserende stammen in Mongolië en in 1206 werd hij uitgeroepen tot Dzjengis Khan, de opperheerser. In 1211 viel hij het noordelijk deel van China binnen en 1215 veroverde hij Peking. Van 1218 tot 1224 veroverde hij Turkestan en Transoxanië en viel Perzië en Oost-Europa binnen.
Dzjengis Khan regeerde over een van de grootste landrijken die de wereld ooit heeft gekend. Hij stierf tijdens zijn campagne tegen de Jurchen, en zijn enorme domeinen werden verdeeld onder zijn zonen en kleinzonen. Net als in de film was Dzjengis Khan getrouwd. Zijn vrouw heette echter Börte of Brte en niet 'Bortai'. Ook was Börte niet een late verovering, maar was ze al aan Termüjin beloofd toen ze nog een kind was. De bloedbroeder van Termüjin was Toghril, de leider van de Keriat, een verbond van Mongolenstammen. De titel van Toghril was Wang Khan. Het was Toghril die de jeugdvriend van Dzjengis Khan, Jamuka (Jamuga in de film) om de Khan te helpen in de strijd tegen de Merkit nadat Börte was ontvoerd. Er was echter geen sprake van een bloedbroederschap met Jamuka, die later een grote rivaal werd van Dzjengis Khan en met zijn eigen leger tegen de Mongolenleider vocht.
Andere films over Dzjengis Khan:
- King of the Mongols, Japan, 1964
- Genghis Khan, 1965 regie: Henry Levin, met Stephen Boyd en Omar Sharif